# Nichijou
Nichijou (日常?, Nichijō), anche noto con il titolo internazionale My Ordinary Life, è un manga comico realizzato da Keiichi Arawi e serializzato a partire dal dicembre 2006 sulla rivista Shōnen Ace della Kadokawa Shoten, dal marzo 2007 al luglio 2008 su Comptiq. Un adattamento animato della serie è stato prodotto dalla Kyoto Animation e trasmesso in Giappone fra aprile e settembre 2011. Ispirato alla serie, è stato prodotto anche un videogioco per PlayStation Portable intitolato Nichijou: Uchuujin, pubblicato dalla Vridge e Kadokawa Games a luglio 2011.

## Trama
La serie segue le vicende di un gruppo di studentesse della classe 1-Q di un istituto superiore giapponese. Quotidianamente intorno a loro, ai loro compagni ed ai loro professori, accadono eventi bizzarri ed assurdi, come la presenza di una ragazza robot con un vistoso ingranaggio sulla schiena, il preside che fa wrestling con un cervo, un ragazzo che arriva a scuola cavalcando una capra o una ragazza che spara con armi da fuoco. A queste vicende si alternano anche episodi di assoluta normalità, come le preoccupazioni per un compito in classe per il quale non si ha studiato o la realizzazione di un castello di carte.

## Personaggi

Le protagoniste dell'anime (da sinistra a destra): Mai, Yuko, Nano e Mio

### Protagonisti
Yūko Aioi (相生 祐子?, Aioi Yūko)
Doppiata da Mariko Honda
Yūko è una ragazza energica dai capelli castani corti. È sempre pronta a scherzare e giocare, ma può essere incredibilmente pigra quando deve studiare, finendo poi per copiare i compiti a Mio o Mai, le sue migliori amiche. È a conoscenza del fatto che Nano è un robot, ma oltre a non farci molto caso, non l'hai mai rivelato a nessuno. Il suo soprannome è Yukko (ゆっこ?).
Mio Naganohara (長野原 みお?, Naganohara Mio)
Doppiata da Mai Aizawa
Mio è una ragazza socievole ed amichevole dai capelli azzurri corti raccolti in due codini. Nonostante all'apparenza sia la ragazza più normale del gruppo, è in grado di sprigionare un'incredibile forza fisica ed una grande tenacia quando si tratta di nascondere agli altri la sua passione per i manga yaoi. Ha una cotta per Kōjirō Sasahara, che è spesso oggetto dei suoi scabrosi disegni.
Mai Minakami (水上 麻衣?, Minakami Mai)
Doppiata da Misuzu Togashi
Mai è una apparentemente tranquilla ragazza dai lunghi capelli scuri e gli occhiali. In realtà è un personaggio estremamente eccentrico, dotato di un senso dell'umorismo grottesco e spesso di difficile comprensione. È dotata di molteplici talenti: è molto intelligente, sa pescare, scolpire il legno ed è brava persino a braccio di ferro. È la padrona di due cani.
Nano Shinonome (東雲 なの?, Shinonome Nano)
Doppiata da Shizuka Furuya
Nano è una ragazza androide costruita dal professore, dotata di un'enorme chiave di carica che sporge dalla schiena. Questa caratteristica è fonte per lei di grande imbarazzo, dato che Nano vorrebbe nascondere al mondo la sua natura robotica e condurre una vita normale. A dispetto di ciò il professore continua ad installarle accessori di dubbia utilità (come un porta oggetti che fuoriesce dalla fronte o un braccio fucile) che saltano fuori al momento meno opportuno. Nano si prende cura del professore come una madre e si preoccupa anche delle faccende domestiche.
Il professore (はかせ?, Hakase)
Doppiata da Hiromi Konno
Il professore è una bambina prodigio di otto anni che ha creato Nano, a cui continua ad aggiungere vari accessori di dubbia utilità, senza farlo presente alla diretta interessata. Nonostante il suo grande ingegno, il professore si comporta per la maggior parte del tempo come una normale bambina di otto anni, facendo capricci per il cibo e spaventandosi dei temporali. Il suo nome non viene mai rivelato, ma il suo cognome a giudicare dal laboratorio dovrebbe essere Shinonome.
Sakamoto (阪本?)
Doppiato da Minoru Shiraishi
Sakamoto è un gatto nero, grazie ad uno speciale fazzoletto annodato al collo e creato dal professore è in grado di esprimersi nel linguaggio umano. Tenta di comportarsi da adulto e di essere responsabile nei confronti di Nano e del professore, ma finisce spesso per soccombere alle proprie attitudini feline. Era il gatto della professoressa Nakamura che lo avevo chiamato Taisho.

### Insegnanti
Izumi Sakurai (桜井 泉?, Sakurai Izumi)
Doppiato da Mami Kosuge
Izumi Sakurai è una giovane e poco risoluta insegnante, che finisce per essere spesso sopraffatta dai propri allievi. È la sorella maggiore di Sakurai Makoto.
Manabu Takasaki (高崎 学?, Takasaki Manabu)
Doppiato da Tetsu Inada
Manabu Takasaki è un giovane insegnante di inglese, innamorato della collega Izumi. Tuttavia è incapace di rivelarsi per via della sua tendenza a pensare troppo e per la propria timidezza. È uno dei pochi a conoscere le regole ed i metodi di gioco del "calcio-go".
Preside Shinonome (校長先生 (東雲)?, Kōchō-sensei (Shinonome))
Doppiato da Chō
Shinonome è l'anziano preside della scuola in cui è ambientata la serie. Conosciuto per i suoi scherzi ed i suoi giochi di parole poco divertenti, ha una segreta passione per il wrestling.
Vice preside Kōsuke Ōra (教頭先生 (邑楽 耕介)?, Kyōtō-sensei (Ōra Kōsuke))
Doppiato da Hiroshi Naka
Odia il preside e non tenta neppure di nascondere tutte le crudeltà che progetta ai suoi danni. Ha una figlia ed un nipotino al quale è molto affezionato.
Kana Nakamura (中村 かな?)
Doppiata da Kaoru Mizuhara
Insegnante di scienze ossessianata dall'idea di studiare la natura robotica di Nano. Tenta varie volte di far cadere Nano in una delle sue trappole che puntualmente le si ritorcono contro.

### Studenti
Kōjirō Sasahara (笹原 幸治郎?, Sasahara Kōjirō)
Doppiato da Yoshihisa Kawahara
Un ragazzo ricco ed eccentrico che si comporta come un aristocratico nonostante i suoi genitori siano solo degli agricoltori. Arriva a scuola cavalcando la sua capra Kojirō Sasahara (笹原 コジロウ?, Sasahara Kojirō) ed è spesso accompagnato da un maggiordomo. In passato frequentava la stessa palestra di Kendo alla quale erano iscritte le sorelle Naganohara.
Misato Tachibana (立花 みさと?, Tachibana Misato)
Doppiata da Chika Horikawa
Una ragazza innamorata di Kōjirō ma incapace di ammettere i propri sentimenti, secondo gli stereotipi dei personaggi tsundere. Quando imbarazzata utilizza contro il ragazzo un'incredibile serie di armi da fuoco (e che lasciano Kojiro incredibilmente illeso).
Tsuyoshi Nakanojō (中之条 剛?, Nakanojō Tsuyoshi)
Doppiato da Kazutomi Yamamoto
Un ragazzo dotato di un mohawk naturale che lo fa passare per un delinquente e che lui detesta. Sogna di diventare uno scienziato.
Haruna Annaka (安中 榛名?, Annaka Haruna)
Doppiata da Kaori Sadonaka
Una ragazza bionda con un enorme fiocco rosso in testa. Amante dei manga, sembra incontrare unicamente personaggi folli e bizzarri.
Kenzaburō Daiku (大工 健三郎?, Daiku Kenzaburō)
Doppiato da Ryōta Yoshizaki
Ragazzo castano, svogliato presidente del club del misterioso sport del "calcio-go". Suo padre è il ricchissimo presidente delle industrie Daiku.
Yuria Sekiguchi (関口 ユリア?, Sekiguchi Yuria)
Doppiata da Ai Hirosaka
Una silenziosa ragazza membro del club di "calcio-go", con una cotta per Daiku Kenzaburō, il presidente del club.
Makoto Sakurai (桜井 誠?, Sakurai Makoto)
Doppiato da Takahiro Hikami
Makoto è il fratello minore della professoressa Izumi. È il terzo membro del club di "calcio-go", ed è l'unico appartenente al club che sembra essere a conoscenza di come funziona tale sport. È a conoscenza della cotta di Takasaki per sua sorella.
Tanaka (田中?)
Doppiato da Kōta Yamaguchi
Un ragazzo caratterizzato da un'enorme acconciatura afro, amico di Tsuyoshi Nakanojō.
Weboshī (ウェボシー?, Weboshī)
Doppiata da Yōko Tamaoki
Weboshī è l'amica e compagna di classe di Misato dai capelli verdi. Il suo vero nome non viene mai rivelato.
Fet-chan (フェっちゃん?)
Doppiata da Yumi Higuchi
Compagna di classe ed amica di Misato che termina ogni frase con "fe". Il suo vero nome non viene mai rivelato.
Mihoshi Tachibana (立花 みほし?, Tachibana Mihoshi)
Doppiata da Manami Honda
Mihoshi è la sorella minore di Misato ed è una studentessa di kendō. Punta a superare Yoshino Naganohara, ex membro della sua palestra di Kendo, considerata la migliore.

### Altri personaggi
Yoshino Naganohara (長野原 よしの?, Naganohara Yoshino)
Doppiata da Motoko Kobayashi
Yoshino è la sorella di Mio, studentessa universitaria con una malsana tendenza a fare scherzi bizzarri, come indossare strane maschere e costumi per far spaventare la sorella. Anche lei come Misato e Mihoshi, è una studentessa di kendo, sport per la quale è naturalmente portata.

## Media

### Manga
Nichijou è iniziato come una serie manga scritta ed illustrata da Keiichi Arawi. Originariamente, il manga doveva essere una serie breve serializzata sulla rivista della Kadokawa Shoten Shōnen Ace fra maggio ed ottobre 2006. A partire da dicembre 2006, la serializzazione del manga è iniziata ad essere regolare su Shōnen Ace, oltre che sulla rivista Comptiq fra il marzo 2007 ed il luglio 2008. Il primo volume tankōbon è stato pubblicato in Giappone il 24 luglio 2007; mentre l'ultimo, il decimo, è uscito il 10 dicembre 2015. Il manga utilizza una particolare combinazione di vignette in sequenza normale ed altre nello stile dei manga yonkoma. La Bandai Entertainment aveva acquistato i diritti del manga, ma in seguito ha cancellato la sua pubblicazione. Il manga è pubblicato in Finlandia dalla Punainen Jättiläinen.

#### Volumi
| Nº | Data di prima pubblicazione | Data di prima pubblicazione                                                 | Data di prima pubblicazione |
| Nº | Giapponese                  | Giapponese                                                                  |                             |
| -- | --------------------------- | --------------------------------------------------------------------------- | --------------------------- |
| 1  | 24 luglio 2007              | ISBN 978-4-04-713949-7                                                      |                             |
| 2  | 24 ottobre 2007             | ISBN 978-4-04-713980-0                                                      |                             |
| 3  | 24 luglio 2008              | ISBN 978-4-04-715089-8                                                      |                             |
| 4  | 22 gennaio 2009             | ISBN 978-4-04-715171-0                                                      |                             |
| 5  | 22 ottobre 2009             | ISBN 978-4-04-715311-0                                                      |                             |
| 6  | 10 marzo 2011               | ISBN 978-4-04-715651-7 (ed. regolare) ISBN 978-4-04-900804-3 (ed. limitata) |                             |
| 7  | 22 ottobre 2011             | ISBN 978-4-04-120025-4                                                      |                             |
| 8  | 23 ottobre 2012             | ISBN 978-4-04-120456-6                                                      |                             |
| 9  | 10 dicembre 2013            | ISBN 978-4-04-120880-9                                                      |                             |
| 10 | 10 dicembre 2015            | ISBN 978-4-04-103335-7 (ed. regolare) ISBN 978-4-04-103571-9 (ed. limitata) |                             |

### Anime
Una serie televisiva anime di ventisei episodi, prodotta dalla Kyoto Animation e diretta da Tatsuya Ishihara è stata trasmessa in Giappone da TV Aichi dal 3 aprile al 25 settembre 2011, trasmessa in simulcast Crunchyroll con il titolo My Ordinary Life. Prima della trasmissione della serie, un episodio OAV, intitolato Nichijou Episode 0, era stato pubblicato insieme al sesto volume del manga il 12 marzo 2011. la serie include alcune sequenze tratte da un altro manga di Arawi, Helvetica Standard (ヘルベチカスタンダード?, Herubechika Sutandādo), pubblicato sulla rivista Gekkan NewType della Kadokawa Shoten. La Bandai Entertainment aveva acquistato i diritti dell'anime, ma ha in seguito cancellato la pubblicazione. La serie è stata rimontata in dodici episodi per essere replicata su NHK Educational TV nel gennaio 2012. Funimation ha distribuito la serie anime nel nord America con sottotitoli nel 2017 e doppiata nel 2019.

#### Episodi
I ventisei episodi di Nichijou hanno una struttura molto particolare e dissimile da quella degli altri anime. Infatti ogni singolo episodio è suddiviso in ulteriori tre o quattro spezzoni autoconclusivi, per un totale di 113 parti, nominate semplicemente con un numero progressivo (Nichijou parte 1, Nichijou parte 2 ecc...). Alle normali "parti" dell'anime si alternano alcune brevi segmenti animati di vario titolo, di cui spesso sono protagonisti personaggi non presenti nella serie regolare. Fra queste "serie nella serie" ci sono per esempio Helvetica Standard (tratta da un altro manga di Arawi), Like Love, Short Thoughts o Things we Think are Cool. Ogni episodio della serie si conclude, anziché con la tradizionale anteprima dell'episodio successivo, con un breve commento da parte di un oggetto visto nel corso dell'episodio con la voce di un doppiatore ospite.
| Nº  | Titolo italiano (traduzione letterale) Giapponese 「Kanji」 - Rōmaji      | In onda           | In onda |
| Nº  | Titolo italiano (traduzione letterale) Giapponese 「Kanji」 - Rōmaji      | Giapponese        |         |
| OVA | Nichijou Episodio 0 「日常の0話」 - Nichijou no Zero-wa                   | 12 marzo 2011     |         |
| 01  | Nichijou Episodio 1 「日常の第一話」 - Nichijou no Dai-ichi-wa            | 3 aprile 2011     |         |
| 02  | Nichijou Episodio 2 「日常の第二話」 - Nichijou no Dai-ni-wa              | 11 aprile 2011    |         |
| 03  | Nichijou Episodio 3 「日常の第三話」 - Nichijou no Dai-san-wa             | 18 aprile 2011    |         |
| 04  | Nichijou Episodio 4 「日常の第四話」 - Nichijou no Dai-yon-wa             | 25 aprile 2011    |         |
| 05  | Nichijou Episodio 5 「日常の第五話」 - Nichijou no Dai-go-wa              | 2 maggio 2011     |         |
| 06  | Nichijou Episodio 6 「日常の第六話」 - Nichijou no Dai-roku-wa            | 9 maggio 2011     |         |
| 07  | Nichijou Episodio 7 「日常の第七話」 - Nichijou no Dai-nana-wa            | 16 maggio 2011    |         |
| 08  | Nichijou Episodio 8 「日常の第八話」 - Nichijou no Dai-hachi-wa           | 23 maggio 2011    |         |
| 09  | Nichijou Episodio 9 「日常の第九話」 - Nichijou no Dai-kyū-wa             | 30 maggio 2011    |         |
| 10  | Nichijou Episodio 10 「日常の第十話」 - Nichijou no Dai-jū-wa             | 6 giugno 2011     |         |
| 11  | Nichijou Episodio 11 「日常の第十一話」 - Nichijou no Dai-jū-ichi-wa      | 13 giugno 2011    |         |
| 12  | Nichijou Episodio 12 「日常の第十二話」 - Nichijou no Dai-jū-ni-wa        | 20 giugno 2011    |         |
| 13  | Nichijou Episodio 13 「日常の第十三話」 - Nichijou no Dai-jū-san-wa       | 27 giugno 2011    |         |
| 14  | Nichijou Episodio 14 「日常の第十四話」 - Nichijou no Dai-jū-yon-wa       | 4 luglio 2011     |         |
| 15  | Nichijou Episodio 15 「日常の第十五話」 - Nichijou no Dai-jū-go-wa        | 11 luglio 2011    |         |
| 16  | Nichijou Episodio 16 「日常の第十六話」 - Nichijou no Dai-jū-roku-wa      | 18 luglio 2011    |         |
| 17  | Nichijou Episodio 17 「日常の第十七話」 - Nichijou no Dai-jū-nana-wa      | 25 luglio 2011    |         |
| 18  | Nichijou Episodio 18 「日常の第十八話」 - Nichijou no Dai-jū-hachi-wa     | 1º agosto 2011    |         |
| 19  | Nichijou Episodio 19 「日常の第十九話」 - Nichijou no Dai-jū-kyū-wa       | 8 agosto 2011     |         |
| 20  | Nichijou Episodio 20 「日常の第二十話」 - Nichijou no Dai-ni-jū-wa        | 15 agosto 2011    |         |
| 21  | Nichijou Episodio 21 「日常の第二十一話」 - Nichijou no Dai-ni-jū-ichi-wa | 22 agosto 2011    |         |
| 22  | Nichijou Episodio 22 「日常の第二十二話」 - Nichijou no Dai-ni-jū-ni-wa   | 29 agosto 2011    |         |
| 23  | Nichijou Episodio 23 「日常の第二十三話」 - Nichijou no Dai-ni-jū-san-wa  | 5 settembre 2011  |         |
| 24  | Nichijou Episodio 24 「日常の第二十四話」 - Nichijou no Dai-ni-jū-yon-wa  | 12 settembre 2011 |         |
| 25  | Nichijou Episodio 25 「日常の第二十五話」 - Nichijou no Dai-ni-jū-go-wa   | 19 settembre 2011 |         |
| 26  | Nichijou Episodio 26 「日常の第二十六話」 - Nichijou no Dai-ni-jū-roku-wa | 26 settembre 2011 |         |

#### Colonna sonora
Sigle di apertura
- Hyadain no Kakakata kataomoi-C (ヒャダインのカカカタ☆カタオモイ-C?) cantata da Hyadain
- Hyadain no Jōjō Yūjō (ヒャダインのじょーじょーゆーじょー?) cantata da Hyadain

Sigle di chiusura
- Zzz by Sayaka Sasaki (ep 1-6)
- Zzz (A cappella)" by Sayaka Sasaki (ep 7-9)
- Zzz (Bossa Nova)" by Sayaka Sasaki (ep 10-13)
- Tsubasa o Kudasai (翼をください?) cantata da Sayaka Sasaki (ep 14)
- Kikyū ni Notte Doko made mo (気球にのってどこまでも?) cantata da Nano Shinonome, Hakase, Sakamoto-san (ep 15)
- My Ballad (マイ バラード?) cantata da Sayaka Sasaki (ep 16)
- Kaijyuu no Ballad (怪獣のバラード?) cantata da Yuuko, Mio, Mai (ep 17)
- Green Green cantata da Sayaka Sasaki (ep 18)
- Yasei no Uma (野生の馬?) cantata da Takasaki, Sakurai, Nakamura, Makoto Sakurai, Yuria Sekiguchi, Annaka e Ogi (ep 19)
- Ano Subarashii Ai o Mō Ichi Do (あの素晴しい愛をもう一度?) cantata da Sayaka Sasaki (ep 20)
- Sudachi no Uta (巣立ちの歌?) cantata da Sasahara, Misato, Nakanojō, Weboshi e Fet-chan (ep 21)
- Aogeba Tōtoshi (仰げば尊し?) cantata da Sayaka Sasaki (ep 22)
- Sora ga Konna ni Aoi to wa (空がこんなに青いとは?) cantata dal professore e Mai (ep 23)
- Yūki Hitotsu o Tomo ni Shite (勇気一つを友にして?) cantata da Sayaka Sakaki (ep 24)
- Let's search for Tomorrow cantata da Yukko, Mio e Mai (ep 25)
- Tabidachi no Hi ni (旅立ちの日に?) cantata da Yukko, Mio, Mai, Nano, professore e Sakamoto (ep 26)

### Videogioco
Un videogioco per PlayStation Portable intitolato Nichijou: Uchuujin (日常（宇宙人）?) è stato sviluppato da Vridge e pubblicato da Kadokawa Shoten il 28 luglio 2011.

## Accoglienza
Nichijou ha avuto generalmente un'accoglienza non molto soddisfacente per diversi motivi, tra i quali il terremoto e maremoto del Tōhoku del 2011 (lo stesso anno del rilascio dell'anime) e l'elevato costo dell'animazione che era qualitativamente alto nonostante il genere a cui apparteneva. Questi fattori, oltre a una cattiva gestione di marketing non hanno garantito una seconda stagione all'anime.